# Alice Eastwood
Pour les articles homonymes, voir Eastwood.
Alice Eastwood est une botaniste américaine d’origine canadienne, née le 19 janvier 1859 à Toronto et morte le 30 octobre 1953 à San Francisco.

## Biographie
Elle commence ses études au Canada avant que sa famille, en 1853, ne s’installe à Denver (Colorado). Diplômée en 1879, elle devient enseignante et commence à étudier les plantes grâce aux manuels d’Asa Gray et de John Merle Coulter. Elle consacre ses vacances de 1890 à étudier les végétaux du sud de la Californie. Après avoir été assistante à l’herbier de la California Academy of Sciences en 1891, elle y obtient un poste de conservateur qu’elle partage avec Mary Katharine Brandegee. En 1894, après le départ de cette dernière, elle devient conservatrice et directrice du département de botanique, fonction qu’elle occupe jusqu’à son départ à la retraite en 1949. Elle réussit à sauver les types de l’herbier de l’incendie qui suivit le tremblement de terre de 1906, le reste des collections disparaissant dans les flammes. Elle voyage à plusieurs occasions aux États-Unis d'Amérique et en Europe.
Eastwood fait paraître plus de 300 publications et participe à la direction des revues Zoe et Erythea. John Thomas Howell et elles sont à l’origine de Leaflets of Western Botany (1932-1966).